# Taishan (stad)
Taishan is een stad en arrondissement in de prefectuur Jiangmen in de provincie Guangdong van China. De stad Taishan heeft 433.266 inwoners, het gehele arrondissement heeft 907.477 inwoners (2020). De bevolking spreekt een Kantonees dialect, het Taishanhua, dat tot het Siyihua behoort. De stad is ook de jiaxiang van veel Chinezen in de Verenigde Staten.

## Taishan als jiaxiang
Aan het einde van de Qing-dynastie werden grote gevechten gehouden tussen de Kantonezen en de Hakkanezen. Het ging hierbij om landbouwgrond. De Hakkanezen die toen al een minderheid waren, werden tijdens de gevechten de verliezers. De meesten van hen vertrokken uit Taishan naar andere gebieden in Guangdong. Ook vertrokken vele Hakkanezen naar het buitenland. Tegenwoordig maken de Hakkanezen nog drie procent uit van de Taishanse bevolking.
In dezelfde periode vertrokken ook vele Kantonezen naar landen als Amerika, Canada en Australië om als contractarbeider te werken. In de Amerikaanse Chinatowns was het Taishanhua zelfs meer dan een halve eeuw de lingua franca geweest tussen Chinese Amerikanen totdat het vervangen werd door Standaardkantonees in de jaren tachtig.
Tegenwoordig is Taishan een van de belangrijkste jiaxiangs onder overzeese Chinezen.

## Geografie
Taishan ligt in het zuidwesten van stadsprefectuur Jiangmen en heeft vijfennegentig eilanden, onder andere ook het grootste eiland van Kanton, Shangchuan-eiland.
Taishan is verdeeld in 20 subdistricten en nog vele dorpen.
- Baisha (白沙镇)
- Beidou (北陡镇)
- Chixi (赤溪镇)
- Dajiang (大江镇)
- Doushan (斗山镇)
- Duhu (都斛镇)
- Guanghai (广海镇)
- Haiyan (海宴镇)
- Nafu (那扶镇)
- Duanfen (端芬镇)
- Sanba (三八镇)
- Sanhe (三合镇)
- Shangchuan (上川镇)
- Shenjing (深井镇)
- Shuibu (水步镇)
- Sijiu (四九镇)
- Taicheng (台城镇)
- Wencun (汶村镇)
- Xiachuan (下川镇)
- Chonglou (冲蒌镇)

## Jiaxiangof geboorteplaats van bekende personen
- Tony Leung
- Moy Lin-shin
- Myolie Wu
- Adrienne Clarkson
- Chin Gee Hee
- Inky Mark
- Cho Tat Wah
- Norman Kwong
- Julius Chan
- Chu Ching-Wu
- Lilian Lee
- Cheung Man Kwong
- Patrick Yu Shuk-Siu
- Louie Yim-Qun
- Ed Lee (politicus)